# الفسحة (عفرين)
الفسحة أو كاوركان (بالكردية: Gewrika‏) سابقًا هي قرية سوريّة تتبع إداريّاً لمحافظة حلب منطقة عفرين ناحية جنديرس. بلغ تعداد سكانها 358 نسمة حسب التعداد السكاني لعام 2004، و2,325 نسمة حسب قيود السجل المدني لنهاية عام 2005.